# Retipenna diana
Retipenna diana är en insektsart som beskrevs av C.-k. Yang och X.-x. Wang 1994. Retipenna diana ingår i släktet Retipenna och familjen guldögonsländor. Inga underarter finns listade i Catalogue of Life.